# Mary Wortley Montagu
Lady Mary Wortley Montagu (26. května 1689 Londýn – 21. srpna 1762) byla anglická aristokratka a spisovatelka. Dnes je Montagu známá hlavně díky svým dopisům, především dopisům z Turecka, které Billie Melmanová popsala jako „úplně první příklad světského díla napsaného ženou o muslimském Orientu“.
Do historie paní Montagu vstoupila tím, že se jako první v Anglii pokusila o prevenci černých neštovic metodou, se kterou se seznámila při pobytu v Turecku. Po návratu do Anglie, kde v té době řádila epidemie pravých neštovic, v roce 1721 požádala, aby její lékař Charles Maitland inokuloval její dceru, čemuž kromě přátel přihlížel i královský lékař Hans Sloane.

## Život
Narodila se jako nejstarší dcera Evelyna Pierreponta, pátého hraběte z Kingstonu-upon-Hull a jeho manželky Lady Mary Fieldingové. Ve třech letech její matka zemřela. Její rodina postupně stoupala na žebříčku britské šlechtické společnosti. V roce 1706 se její otec dočkal povýšení na markýze z Dorchestru, dále získal vedoucí postavení ve sněmovně lordů a v roce 1715 titulu vévody z Kingstonu.
Až do svých devíti let byla Mary vychovávána babičkou, teprve tehdy se její výchovy ujal sám otec. Během mládí pobývala hlavně na zámcích Thoresby Hall a Holme Pierrepont Hall, kde ve zdejších knihovnách, které se řadily k nejkvalitnějším v celém království, propadla kouzlu knih a literatury. Protože se nemohla s otcem shodnout na jménu svého budoucího manžela, vzala vše do svých rukou a 23. srpna 1712 se vdala za Edwarda Wortleyho. Novomanželé následně žili nějaký čas v ústraní. Edward se v té době stal členem parlamentu, díky čemuž stoupala jeho kariéra. Mary získala uznání dvorské společnosti nejen díky svému postavení, ale také díky svému intelektu a literárnímu talentu, který přitahoval pozornost aristokratů a jiných vlivných mužů. Nedlouho poté ji ovšem v roce 1715 postihly pravé neštovice, takže se musela opět stáhnout do soukromí.
Po svém uzdravení v roce 1716 se ovšem nezapojila mezi londýnskou smetánku, nýbrž následovala manžela, který se mezitím stal velvyslancem v Osmanské říši. Do Cařihradu, hlavního města Osmanské říše, se dostali přes Vídeň a Adrianopoli. Celkem na cestách a v říši strávili dva roky, během kterých Mary napsala desítky dopisů, ve kterých vylíčila každodenní život v těchto zemích, ale také zvyklosti, ať už u dvora či mezi obyčejnými lidmi. Ceněná jsou především svědectví o Osmanské říši.
Zajímavé jsou také její pohledy na Vídeň a Čechy, které zaznamenala v ryze soukromých dopisech postrádajících jakékoliv znaky formalit. Je v nich vidět, že ji rakouská monarchie nikterak neokouzlila, jak např. dosvědčuje i jeden z prvních dopisů, který poslala do Londýna:
| „ | Království české jest nejpustější ze všech zemí, která jsem viděla v Německu. Vesnice jsou tak bídné a poštovní stanice tak ubohé, že čistá sláma a čerstvá voda jsou dobrodiní, jakého nenajdeme všude, a nesmíme doufat v lepší pohodlí… | “ |

## Inokulace
Inokulace byla metoda boje proti pravým neštovicím, která spočívala v záměrném nakažení pacienta sušeným hnisem z puchýřů pravých neštovic, v němž je původce oslabený. Strupy se při této proceduře vetřely do řezných ran v kůži (do svalu), což umožnilo tělu zahájit obrannou reakci imunitního systému lokálně. Neštovice jsou velice virulentní, takže následný lehčí průběh nemoci i tak mohl vést ke znetvoření nebo smrti pacienta (ale když přežil, byl proti nákaze už doživotně chráněn). Pacient byl navíc po celou dobu inokulace infekční a mohl šířit nemoc dál. Proto se tento způsob neujal a skutečný boj proti neštovicím zahájil až anglický lékař Edward Jenner vynálezem očkování.